# 何继往
何继往（1978年7月10日—），印度外交官、音樂人，現任印度駐廣州總領事，曾任印度台北協會副會長。

## 經歷
何繼往生於1978年7月10日，在卡納塔克邦長大。他在达尔瓦德的卡纳塔克大学获得了文学学士和教育学学士学位。2010至2012年间，他在北京的外交学院学习中文，精通印地语、卡纳达语、泰卢固语和普通话。
2008年，進入印度外事服務部，並選擇漢語作爲學習外語。在加入印度外事服务之前，他曾在卡纳塔克邦政府工作，并且有新闻领域的工作经验。在外交生涯中，何繼往曾在印度驻華大使館和印度駐美國大使館任職。在印度驻华大使馆任職期间，他曾担任大使馆发言人、政治參贊和辦公室主任。他还在外交部的南方司和人力资源司擔任過副處長和處長。還曾任印度臺北協會副會長。
2021年8月，出任印度駐廣州總領事。

## 音樂
何繼往音乐充满热情，是一位印度斯坦古典音乐藝術家，还是一位歌手和作曲家。他的第一张音乐专辑于2020年发布。他同时还是一位作家和诗人。2022年第76屆印度共和国日時，何繼往發佈了歌曲以致敬。

## 個人生活
與妻子蘇瑪·哈基（Suma Hakki）育有一子一女。